# Silver Plume Mine
Silver Plume Mine è un cortometraggio muto del 1910 diretto da Milton J. Fahrney.

## Produzione
Il film fu prodotto dalla Nestor Film Company.

## Distribuzione
Distribuito dalla Motion Picture Distributors and Sales Company, il film - un cortometraggio di una bobina - uscì nelle sale cinematografiche USA il 12 ottobre 1910.